# Omikuji
Omikuji ((御御籤, 御神籤, ou おみくじ) são sortes aleatórias escritas em tiras de papel nos templos xintoístas e budistas no Japão.
Literalmente seu nome significa "loteria sagrada" e geralmente a pessoa recebe remechendo uma caixa, com a esperança de que a bênção seja boa. Os omikuji chovem que um pequeno buraco. (hoje em dia, em certos lugares eles caem de maquinas de roleta.) Desenrolando o papel a bênção será revelando.

## Os tipos de bênçãos
A sorte poderá ser classificada em um desses grupos:
- Grande bênção (dai-kichi, 大吉).
- bênção mediana (chû-kichi,中吉).
- Pequena bênção (shô-kichi,小吉).
- bênção (kichi,吉).
- Meia bênção (han-kichi,半吉).
- Quase bênção (sue-kichi,末吉).
- Pequena quase bênção (sue-shô-kichi, 末小吉).
- Maldição (kyô,凶).
- Pequena maldição (shõ-kyô,小凶).
- Meia maldição (han-kyô,半凶).
- Quase maldição (sue-kyô,末凶).
- Grande maldição (dai-kyô,大凶).

O omikuji prediz as chances da pessoa ou a esperança dela de se tornar real. Geralmente fala sobre saúde, sorte, vida e etc. 
Quando a bênção é ruim geralmente furam ela em um dos pinheiros que ficam nos jardins do templo. Quando a sorte é boa, geralmente a pessoa guarda ela. Hoje em dia isso é mais costumeiros em crianças, os omikujis estão em quase todos os templos do japão.